# Neobisium seminudum
Neobisium seminudum är en spindeldjursart som först beskrevs av Daday och Tömösváry 1880.  Neobisium seminudum ingår i släktet Neobisium och familjen helplåtklokrypare. Inga underarter finns listade i Catalogue of Life.